# しあわせになろうよ'04
「しあわせになろうよ'04」は、日本のミュージシャンである長渕剛 & All Cast feat. ZEEBRAのシングル。
2004年5月12日にフォーライフミュージックエンタテイメントよりリリースされた。

## 解説
長渕自身のトリビュート・アルバムである『Hey ANIKI!』よりシングルカットされた。
カップリング曲の「桜島 SAKURAJIMA」はアルバム『Keep On Fighting』からのシングルカット。

## 収録曲
1. しあわせになろうよ '04（長渕剛 & All Cast feat. ZEEBRA）
  - 作詞：長渕剛・ZEEBRA・般若、作曲：長渕剛、編曲：笛吹利明
2. 桜島 SAKURAJIMA（長渕剛）
  - 作詞：長渕剛、作曲：長渕剛、編曲：笛吹利明
3. しあわせになろうよ '04（オリジナル・カラオケ）（長渕剛 & All Cast feat. ZEEBRA）

## 参加ミュージシャン
- ZEEBRA
- All Cast
  - 岩沢厚治（ゆず）
  - 小林亮三（cune）
  - 般若（from 妄走族）
  - 中村維俊（the youth）
  - LISA
  - 中尾諭介（from In the Soup）
  - ヒューマンロスト
  - A・cappellers
  - DJ MAKIDAI（from EXILE）
  - 押尾コータロー